# Bělečská Lhota
Bělečská Lhota (německy Bieltscher Öd) je malá vesnice, část obce Těšovice v okrese Prachatice v Jihočeském kraji. Nachází se asi dva kilometry jihovýchodně od Těšovic. V roce 2011 zde trvale žilo 32 obyvatel.
Bělečská Lhota leží v katastrálním území Běleč u Těšovic o výměře 3,95 km².

## Historie
První písemná zmínka o vesnici pochází z roku 1334.

## Obyvatelstvo
| Rok            | 1869 | 1880 | 1890 | 1900 | 1910 | 1921 | 1930 | 1950 | 1961 | 1970 | 1980 | 1991 | 2001 | 2011 | 2021 |
| -------------- | ---- | ---- | ---- | ---- | ---- | ---- | ---- | ---- | ---- | ---- | ---- | ---- | ---- | ---- | ---- |
| Počet obyvatel | 58   | 80   | 69   | 68   | 65   | 63   | 55   | 31   | 34   | 24   | 14   | 12   | 26   | 32   | 43   |
| Počet domů     | 15   | 14   | 15   | 15   | 14   | 14   | 14   | 11   | 11   | 9    | 5    | 13   | 12   | 13   | 13   |

## Obecní správa
Při sčítání lidu v letech 1850–1959 Bělečská Lhota byla osadou obce Běleč v okrese Prachatice. Od roku 1960 je částí obce Těšovice v okrese Prachatice.